# 山田村 (秋田県)
山田村（やまだむら）は、秋田県雄勝郡にあった村。現在の湯沢市、雄物川左岸、奥羽本線三関駅の西方にあたる。

## 地理
- 山：桧山
- 河川：雄物川、羽後大戸川

## 歴史
- 1889年（明治22年）4月1日 - 町村制の施行により、山田村、石塚村、深堀村、松岡村の区域をもって発足。
- 1947年（昭和22年）8月14日 - 昭和天皇の戦後巡幸。昭和天皇は村役場にて同月発生した水害の激励、山田小学校校庭にて奉迎を受け、川原集落に行幸して篤農家を視察した[1][2]。
- 1954年（昭和29年）3月31日 - 湯沢町・岩崎町・弁天村・幡野村・三関村と合併して湯沢市が発足。同日山田村廃止。

## 交通

### 鉄道路線
1973年（昭和48年）に廃線
- 羽後交通
  - 雄勝線
    - 羽後山田駅

## 著名出身者
- 武石敬治 (政治家)